# Victor Gingembre
Victor Gingembre, né le 4 avril 1988 à Paris, est un architecte et sculpteur français.

## Biographie
Diplômé de l’École nationale supérieure d'architecture de Paris-Malaquais en 2012, il fait ses premières expériences à l'agence Christian de Portzamparc avec qui il réalise la maquette ondulée de l'hôtel Renaissance avenue de Wagram. Deux ans plus tard, il conçoit du mobilier avec Eugénie Quitllet et collabore avec Frédéric Berthier afin de concevoir l'ambiance du bar de La Cigale à Paris à l'agence UBIK de Philippe Starck. Il travaille ensuite chez Frédéric Borel en participant au concours de la maison Louis Vuitton à Séoul. 
En 2014, il décroche l’habilitation à la maîtrise d'œuvre après avoir travaillé à l’agence de Richard Martinet. Chez RM Affine Design, il redessine les salons historiques de l'hôtel de Paris à Monaco puis suit le chantier du Peninsula, avenue Kléber, et du Crillon, place de la Concorde à Paris en apportant son expertise au sujet des marbres.
Il suit un master spécialisé dans les nouvelles technologies de découpe de la pierre à l’école polytechnique de Milan Département Architettura e Costruzione « Progettazione Contemporanea con la pietra » dont il sort diplômé le 12 juin 2015.
Influencé par ses études d’architecture et s’inscrivant dans la continuité de l’Art déco, son travail inclut la sculpture et le design de mobilier.
Victor Gingembre est représenté par la Galerie Dutko (Paris), la Galerie 10 Hanover (Londres) et la Galerie de Souzy (Paris)[réf. nécessaire].

## Le marbre, matière de prédilection
Victor Gingembre sculpte depuis l’âge de six ans. Il commence par le modelage à l‘atelier de Hans Marks et découvre le marbre à l’atelier de Maurizio Toffoletti, qui l’accepte parmi ses élèves adultes.
Tous les étés depuis 2008, il taille le marbre à Carrare, près de Florence où il imagine des volumes aux lignes infinies suggérant le corps féminin. 
Son diplôme de l’école Polytechnique de Milan et son étroite collaboration avec des marbriers italiens, lui ont permis de développer une excellence dans les savoir-faire et une expertise dans la transformation des marbres.
Passionné par l’expressivité de la matière, Victor Gingembre collabore également avec des mouleurs, fondeurs et ébénistes pour développer ses créations en résine, bronze, bois et béton.

## Œuvre

### Sculpture
Dans un registre sculptural classique notamment par le choix des sujets traités - corps de la femme, réinterprétation de thèmes mythologiques ou religieux -, ses sculptures s’inscrivent dans une démarche contemporaine de recherche d’équilibre entre réalisme et abstraction, entre représentativité et figuration. 
« Cette alliance entre une sculpture toujours représentative mais jamais simplement figurative, qui intègre chaque fois de nouvelles problématiques et de nouvelles réflexions, est l’empreinte de cet artiste qui par sa passion refuse de trancher entre les Anciens et les Modernes. »
Il propose dans la lignée du futurisme italien mené par Marinetti, la représentation du mouvement au travers d’un travail sur le dynamisme des formes et angles du corps, de l’utilisation des espaces vides, de l’ombre et la lumière. 
Ses interventions dans l'espace public jouent sur les différents points de vue. Le corps devient architecture, transformant radicalement les lieux en interrogeant les passants autour des œuvres.

### Mobilier
Sa spécialisation et son expertise dans le domaine des technologies et techniques de découpe et transformation des marbres ont rendu possible la conception d'une ligne de mobilier dans un seul bloc sans perte de matière. 
Il s’inscrit dans une démarche contemporaine, proposant une approche innovante de traitement de la matière première. Il invente une nouvelle façon de concevoir, de produire un mobilier adaptable par imbrication d'éléments modulables et interdépendants les uns avec les autres. Il présente une première partie de cette collection et expose Les Causeuses lors du Pavillon Art et Design 2017.

## Réalisations
- 2018 : « Amphitrite » commande « un immeuble, une œuvre » par Vinci, Covivio, Motel One[8]
- 2018 : « Elliptic » commande « un immeuble, une oeuvre » par BNP immobilier Maison Alfort[9]
- 2017 : « Molécules » installation interactive, galerie Marguerite Milin et Pullman Paris Bercy
- 2017 : « Aphrodite » commande « un immeuble, une œuvre » par BNP immobilier, Issy-Les-Moulineaux
- 2017 : « Clouds » The Natural Stone Show (Londres)
- 2017 :  « Les Causeuses » Galerie Dutko PAD (Paris)[10]
- 2016 :« les Causeuses » commande « un immeuble, une oeuvre » Eiffage Immobilier, esprit Joinville[1]
- 2016 : Exposition des chaises en marbre dans le Marais (Paris)[11]
- 2016 : « Les Causeuses » : présentation au Salon du meuble (Milan)[12],[13]
- 2015 : 1er prix : Victor Gingembre & Vicentina Marmi. marble design; installation permanente de bancs publics en marbre sur la place de l’Hôtel de ville de Chiampo (Italie)[14],[15]
- 2014 : grand opening, de Re Gallery Los Angeles[16]
- 2014-2015 : Salon Cesaria Evora (Clichy) avec Alison Bignon[17]
- 2013 : « Erotic Bridge together » Exposition Anamorphose place du Louvre (Paris)[18],[19]
- 2012 : « La Pietà » : Parc de l’Institution Saint Dominique (Neuilly-sur-Seine)[20]
- 2012 : « Elamore » : Exposition personnelle au Sénat (Paris), invité par l’association droit et fiscalité du marché de l’art
- 2011 : « Évocation » : exposition collective, galerie Aroa (Neuilly-sur-Seine)[21]
- 2010 : « Pont érotique » : exposition, espace Bansard (Paris)
- 2010 : « Mouvement de l’âme » : parc Massiani (Neuilly-sur-Seine)[22]